# Швейцария на зимних Олимпийских играх 1998
Швейцария на зимних Олимпийских играх 1998 в Нагано была представлена 69 атлетами. Сборная завоевала 12 комплектов наград и заняла в общекомандном зачёте двенадцатое место.

## Медалисты

### Золото (5)
| Золото |                                                                           |                                |
| №      | Спортсмены                                                                | Вид спорта (дисциплина)        |
| 1      | Даниэль Мюллер Диего Перрен Доминик Андрес Патрик Хюрлиман Патрик Лёртшер | Кёрлинг (мужчины)              |
| 2      | Жиан Симмен                                                               | Сноубординг (хафпайп, мужчины) |

### Серебро (2)
| Серебро |                                                     |                                          |
| №       | Спортсмены                                          | Вид спорта (дисциплина)                  |
| 1       | Дидье Кюш                                           | Горнолыжный спорт (супергигант, мужчины) |
| 2       | Марсель Рёнер Маркус Нюссли Маркус Вассер Беат Зайц | Бобслей (мужчины-четвёрка)               |

### Бронза (3)
| Бронза |                      |                                            |
| №      | Спортсмены           | Вид спорта (дисциплина)                    |
| 1      | Михаэль фон Грюниген | Горнолыжный спорт (слалом-гигант, мужчины) |
| 2      | Колет Бран           | Фристайл (лыжная акробатика, женщины)      |
| 3      | Ули Кестенхольц      | Сноубординг (слалом-гигант, женщины)       |

## Состав и результаты олимпийской сборной Швейцарии

### Лыжное двоеборье
Спортсменов — 4
Мужчины
| Соревнование         | Спортсмены                                            | Прыжки с трамплина | Прыжки с трамплина | Лыжная гонка | Лыжная гонка | Лыжная гонка | Итоговое место |
| Соревнование         | Спортсмены                                            | Результат          | Место              | Гандикап     | Результат    | Место        | Итоговое место |
| -------------------- | ----------------------------------------------------- | ------------------ | ------------------ | ------------ | ------------ | ------------ | -------------- |
| Индивидуальная гонка | Жан-Ив Куэнде                                         | 206,0              | 21                 | +3:30        | 41:04,6      | 12           | 17             |
| Индивидуальная гонка | Марко Дзарукки                                        | 185,5              | 43                 | +5:33        | 40:04,9      | 1            | 25             |
| Индивидуальная гонка | Андреас Хартман                                       | 193,0              | 38                 | +4:48        | 41:30,5      | 20           | 28             |
| Командная гонка      | Марко Дзарукки Андреас Хартман Жан-Ив Куэнде Урс Кунц | 797,0              | 10                 | +3:01        | 53:40,6      | 1            | 7              |